# Morgan C. Hamilton
Morgan C. Hamilton (Huntsville, 1809. február 25. – San Diego, 1893. november 21.) az Amerikai Egyesült Államok Texas államának szenátora.